# Kölcitronbi
Kölcitronbi (Hylaeus hyalinatus) är ett bi som är medlem av familjen korttungebin och släktet citronbin. På finlandssvenska kallas arten skivcitronbi.

## Beskrivning
Kölcitronbiet är ett övervägande svart bi med nedåt avsmalnande huvud som har antenner med gul undersida. Honan har oftast blekgula sidofläckar på huvudet; fläckarna kan någon gång saknas helt. Hanen har blekgula fält på clypeus (munskölden) och pannan; överläppen och käkarna är däremot svarta. Bakskenbenen har också gula fläckar hos båda könen. Mellankroppen har gula streck framtill på ovansidan hos honan; dessa saknas hos hanen, men däremot har han gles, vit behåring på huvudet och större delen av mellankroppens rygg. På undersidan av mellankroppen har båda könen en ribba i framkanten, en "köl" eller "skiva" som i de svenska trivialnamnen. På bakkroppen har sidorna av den första tergiten ett framträdande, vitt hårband. Arten är liten, honan har en kroppslängd på 5,5 till 7,5 mm, hanen 5 till 6 mm.

## Ekologi
Habitatet utgörs av både öppna fält som hedar samt skog och skogsbryn. Vidare finns arten i parker, trädgårdar, fruktträdgårdar, ruderatmarker (bland annat industritomter och bangårdar), sand-, grus- och lertag, sanddyner, flodstränder och jordbrukslandskap. I bergen kan arten gå upp till höjder på 1 800 m.
Arten är polylektisk, den flyger till blommande växter från många olika familjer. Pollen hämtar honan främst från flockblommiga växter, korgblommiga växter, korsblommiga växter, klockväxter, fetbladsväxter, resedaväxter och rosväxter, medan båda könen besöker bland många andra fibblor, prästkrage och cikoria (korgblommiga växter), sandvita (korsblommiga växter) samt vildmorot, kirskål och odlad koriander (flockblommiga växter). Flygtiden varar från slutet av maj till början av september.
Larvbona grävs ut i sand, fogar på stenmurar, märgen på björnbärsstänglar och gamla insektshål i trä

## Utbredning
I Europa förekommer kölcitronbiet från Brittiska öarna och Iberiska halvön i väster till Kaukasus i öster, och från Spanien och Grekland i söder till Sverige i norr. Arten finns vidare i Iran och Azerbajdzjan, samt i Marocko i Nordafrika. Den har även införts till Nordamerika, där den upptäcktes kring år 2001 i delstaten New York.  I Nordamerika finns den även i Ontario, Illinois och Ohio.
I Sverige finns arten från Skåne norrut till Hälsingland och mera fragmenterat i Värmland, Dalarna och längs Norrlands kustland upp till Norrbotten med undantag för Västerbotten. Arten är vanlig, och klassificerad som livskraftig ("LC").
I Finland finns arten från Åland och sydkusten norrut till Birkaland och Södra Savolax. Även här är den klassificerad som livskraftig.